# Haus Laubach
Das Haus Laubach (in alten Quellen auch Loubecke oder Lobeck) ist ein mittelalterlicher Rittersitz bei Mettmann, der ehemals von Wassergräben umwehrt war. Sein Name stammt von dem germanischen Wort lahu für Wasser, See oder Teich.

## Geschichte
Der Rittersitz war ein Lehen des Königshofs Mettmann und gab bis in das 12. Jahrhundert den Zehnten an die St. Lambertus-Kirche in Mettmann. Ab 1198 musste das Gut die Abgaben an das Stift Kaiserswerth zahlen. Der Drost der Abtei Werden, Ludekin von Buer, und seine Frau Fye kauften das Haus im Jahr 1376 und wohnten auch dort. 1429 teilten Ludekins Kinder Hermann und Mettel das elterliche Erbe. Haus Laubach kam zusammen mit anderen Gütern an Mettel und ihren Ehemann Maes von Ulenbroich. 1514 ging das Haus an Goswin Lutter von Eller, dessen Familie das Haus über 300 Jahre bewohnte. 1810 umfasste der Besitz zusammen 245 Morgen. 
Am 24. Januar 1942 wurde das Haus von einer Brandbombe getroffen, wodurch der Dachstuhl abbrannte. In den 1990er Jahren wurde das Haus mit Bundesmitteln renoviert.